# Dobroești, Ilfov
Dobroești (în trecut, și Furtuna) este satul de reședință al comunei cu același nume din județul Ilfov, Muntenia, România.
Satul a făcut parte în secolul al XIX-lea din comuna Pantelimon-Dobroești, devenind în 1946 reședința unei comune de sine stătătoare.